# Стара Весь (гміна Кутно)
Стара Весь (пол. Stara Wieś) — село в Польщі, у гміні Кутно Кутновського повіту Лодзинського воєводства.
У 1975-1998 роках село належало до Плоцького воєводства.